# 共栄仮乗降場 (北海道白糠町)

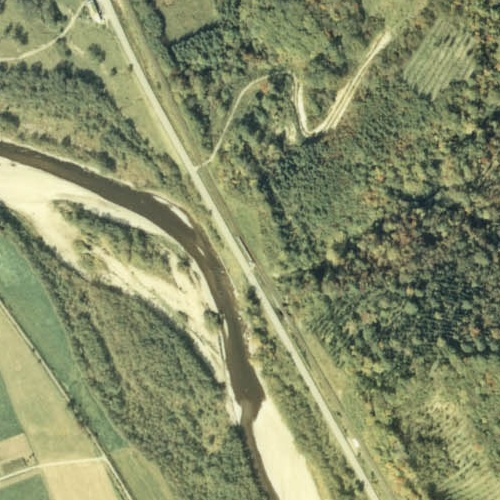
駅周辺を写した航空写真。画像中央が共栄仮乗降場、右下方向が白糠駅方面、左上方向が北進駅方面。

共栄仮乗降場（きょうえいかりじょうこうじょう）は、北海道白糠郡白糠町茶路基線にかつて設置されていた、日本国有鉄道（国鉄）白糠線の仮乗降場（廃駅）である。白糠線の廃線に伴い、1983年（昭和58年）10月23日に廃駅となった。
仮乗降場については全国版の時刻表に掲載されず、道内のみの時刻表には掲載されるのが通例であったが、当仮乗降場は、士幌線新士幌仮乗降場、根室本線稲士別仮乗降場などと共に、道内時刻表にさえ掲載されなかった。

## 歴史

### 年表
- 1974年（昭和49年）7月25日：日本国有鉄道白糠線の仮乗降場（局設定）として開業[1]。旅客のみ取り扱い[1]。
- 1983年（昭和58年）10月23日：白糠線の全線廃止に伴い廃駅となる[1]。

## 駅構造
廃止時点で、1面1線の単式ホームを有する地上駅であった。当仮乗降場の駅名標には「共栄仮乗降場」と表記されており、両隣の駅名は記されていなかった。

## 駅周辺
- 国道392号

## 駅跡
2010年（平成22年）時点で、跡形もなくなっていた。また、2011年（平成23年）時点では当仮乗降場跡の近くに「蓮華沢橋梁」が残存している。

## 隣の駅
日本国有鉄道
白糠線
上白糠駅 - 共栄仮乗降場 - 茶路駅